# Cleofa Malatesta
Cleofa Malatesta, também chamada de Helena Paleóloga  (Pésaro, 1405 – Mistras, 18 de abril de 1433) foi uma nobre italiana. Ela foi despina da Moreia como esposa de Teodoro II Paleólogo.

## Família
Cleofa era uma das filhas do condotiero Malatesta IV Malatesta, senhor de Pésaro e Fossombrone, e de Isabel de Varano de Camerino.
Os seus avós paternos foram Pandolfo II Malatesta e Paula Orsini. Os seus avós maternos foram Rodolfo II da Varano e sua esposa de nome desconhecido.
Ela teve vários irmãos, que eram: Galeácio, sucessor do pai, e marido de Batista de Montefeltro, uma poeta renascentista que foi a primeira mulher na Itália a ter feito um discurso público em latim; Carlos II, marido de Vitória Colonna, sobrinha do Papa Martinho V; Galeoto, Pandolfo, arcebispo de Patra, Paula, esposa de João Francisco Gonzaga, Marquês de Mântua, e Tadeia, esposa de Ludovico Migliorati, marquês de Ancona e senhor de Fermo.

## Biografia
Quando, em 1418, o Papa Martinho V (primo de Cleofa) foi visitar Bréscia, que na época era a corte de Pandolfo III Malatesta, ele acolhido por todos os membros mais importantes da família. Entre eles estava também o bispo de Bréscia, Pandolfo Malatesta, homônimo do senhor da cidade, seu primo, e irmão de Cleofa. Entre os temas discutidos naquela época, estava o plano de casar a jovem com um dos filhos do imperador bizantino, Manuel II Paleólogo e de sua esposa, Helena Dragasa. Portanto, como parte de um plano do Papa de juntar as nobrezas católicas e ortodoxas, com o objetivo de obter alianças políticas contra os turcos otomanos, Cleofa e Teodoro ficaram noivos.
Em 20 de agosto de 1420, Cleofa deixou a Itália, tendo partido de Fano com destino à Constantinopla. Ela foi acompanhada de outro jovem noiva, Sofia de Monferrato, que se casaria com o futuro imperador João VIII Paleólogo, irmão mais velho de Teodoro. 
Em 19 de janeiro de 1421, Cleofa e Teodoro casaram, quando ela tinha cerca de 16, e ele tinha por volta de 12 anos. Para celebrar a ocasião, foi preservado um moteto, Vasilissa ergo gaude (que, traduzido do grego, significa "Então, regojize-se, rainha"), escrito pelo compositor Guillaume Dufay. O texto a descreve como bela, jovem e uma falante competente de italiano e grego. Outra peça musical elogiando Cleofa foi composta na década de 1420, Tra quante regione ("Entre todas as regiões") por Hugo de Lantins, também para celebrar o casamento.

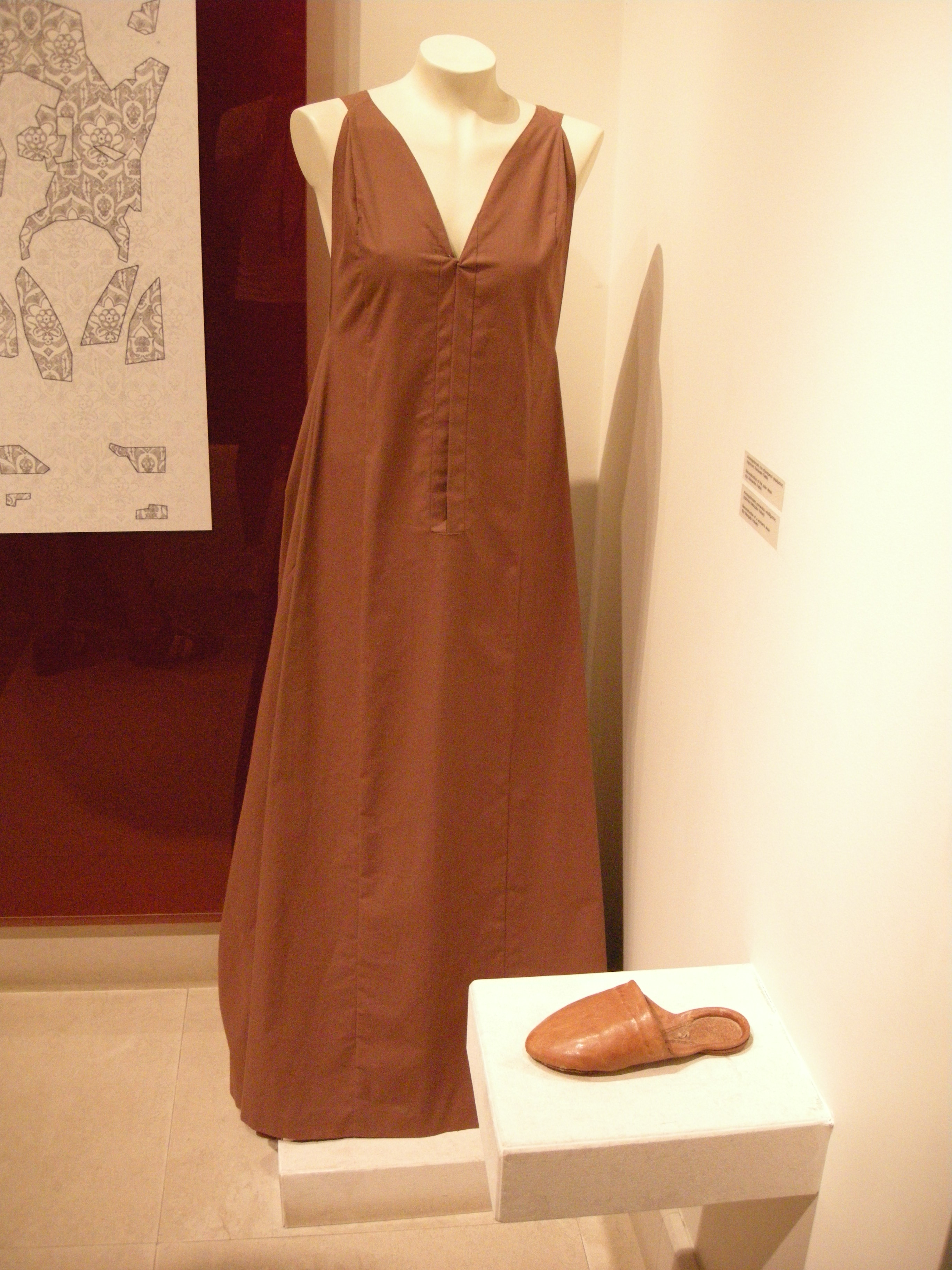
Vestido encontrado na suposta sepultura de Cleofa, hoje em exibição no Museu de Mistras.

Cleofa e Teodoro passaram a viver na cidade de Mistras, no Peloponeso, uma das últimas fortalezas da cultura bizantina. Após alguns anos difíceis de casamento, a despina da Moreia finalmente cedeu à pressão, e converteu-se à Igreja Ortodoxa, para o desgosto de Martinho V. Anteriormente, ele havia escrito cartas ameaçadoras ao déspota, mas também à própria Cleofa, temendo a condenação eterna para ela caso cedesse.
O casal apenas teve uma filha, Helena, esposa do rei João II do Chipre.
Sabe-se que, diferentemente de outras mulheres nobres da época, Cleofa estava acostumada a cozinhar para uma grande quantidade de pessoas, nesse caso, pessoas carentes. A própria Cleofa colhia a lenha, acendia o fogo e fazia o trabalho dos cozinheiros. Em 1433, o médico e naturalista, Demétrio Pepagomenos, dedicou uma monodia à despina, na qual discorre sobre sua caridade, filantropia, e humildade. 

### Morte
Cleofa faleceu em 18 de abril de 1433, com cerca de 28 anos, devido a uma hemorragia que teve no parto. O médico que cuidou dela foi Demétrio Pepagomenos.
Sua morte serviu de tema para discursos por Basílio Bessarion, futuro cardeal, e também para um eulogia escrita pelo filósofo grego, Gemisto Pletão.
No século XX, foram encontrados restos mortais de uma mulher vestindo um traje ocidental numa sepultara datada do século XV, na Igreja de Santa Sofia, também conhecida como Mosteiro de Santa Sofia Zoodotu, em Mistras, onde Cleofa viveu e morreu, por isso, acredita-se que seja ela ali enterrada.

## Descendência
- Helena (3 de fevereiro de 1428 – 11 de abril de 1458), foi a segunda esposa do rei João II do Chipre, com quem teve duas filhas, a rainha Carlota do Chipre, e Cleofa.